# Streptocaulus caboverdensis
Streptocaulus caboverdensis is een hydroïdpoliep uit de familie Aglaopheniidae. De poliep komt uit het geslacht Streptocaulus. Streptocaulus caboverdensis werd in 2001 voor het eerst wetenschappelijk beschreven door Ansin Agis, Ramil & Vervoort. 